# Marsdenieae
Marsdenieae es una  tribu de plantas de flor que pertenece a la familia Apocynaceae (orden Gentianales).

## Descripción general
Los miembros de Marsdenieae son en su mayoría plantas de guías, o enredaderas, tanto leñosas como herbáceas, pero a veces son epífitas suculentas, y raramente arbustos erectos.

## Taxonomy
En 2022, se consideraba que la tribu estaba compuesta por 27 géneros y aproximadamente 740 especies. Los autores de la referencia citada enfatizan que aún queda mucho trabajo por hacer para delimitar adecuadamente la tribu. Por ejemplo, el gran género Marsdenia s.l. es polifilético. Aun así, ahora se entiende que la tribu consta de dos linajes principales con historias  filogeográficas completamente diferentes: el clado Asia-Pacífico y el clado Cosmopolita. Ambos clados se originaron en Asia tropical. El estudio también reconoció dos generales "excéntricos" con pocas especies que no parecían encajar en ningún lugar.
Aquí hay una lista de géneros reconocidos como pertenecientes a la tribu Marsdenieae en 2022.

## Géneros de la tribu Marsdenieae
- Anatropanthus Schltr. (Asia)
- Anisopus N.E.Br. (África)
- Asterostemma Decne. (Asia)
- Cathetostemma Blume (Asia)
- Cionura Griseb. (Europe)
- Cosmostigma Wight (Asia)
- Dalzielia Turrill (África)
- Dischidanthus Tsiang (China)
- Dischidia R.Br (Asia, Australia)
- Dolichopetalum Tsiang (China)
- Gongreos Rodda, Liede & Meve (Asia)
- Gongronema (Endl.) Decne. (Asia)
- Gongronemopsis Rodda, Liede & Meve (Asia, África)

- Gymnema R.Br. (Asia, Australia, África incl. Madagascar)
- Gymnemopsis Costantin (Asia)
- Harmandiella Costantin (Asia)
- Heynella Backer (Java)
- Hoya R.Br. (Asia, Australia)
- Leichhardtia R.Br. (Australia, Oceanía)
- Lygisma Hook.f. (Asia)
- Marsdenia R.Br. (Asia)
- Oreosparte Schltr. (Asia)
- Papuahoya Rodda & Simonsson (New Guinea)
- Pseudosarcolobus Costantin (Asia)
- Pycnorhachis Benth. (Asia)
- Rhyssolobium E.Mey. (África)
- Ruehssia H.Karst. (América)
- Sarcolobus R.Br. (Asia, Australia)
- Sicyocarpus Bojer (Madagascar)
- Sinomarsdenia P.T.Li & J.J.Chen (Asia)
- Stephanotis Thouars (África incl. Madagascar, Asia)
- Stigmatorhynchus  Schltr. (África)
- Telosma Coville (Asia, África incl. Madagascar, Asia)
- Tetragonocarpus Hassk. (Asia, Java, Bali)
- Treutlera Hook. (Asia)

Estos géneros ya no se reconocen porque sus especies han sido reasignadas a otros géneros:
- Dregea E.Mey. to Stephanotis Thouars
- Gunnessia P.I.Forst. to Sarcolobus R.Br.
- Jasminanthes Blume to Gymnema R.Br.